# 渡辺徳助
渡辺 徳助（渡邊、渡邉 德助、わたなべ とくすけ、1872年2月7日（明治4年12月29日） - 1950年（昭和25年）7月12日）は、日本の政治家。衆議院議員（1期）。

## 経歴
岐阜県土岐郡、後の日吉村（現瑞浪市）出身。亜炭鉱業を経営する。蘇東銀行、中部電力各(株)監査役、取締役となる。また、岐阜県議、同参事会員、同議長となる。
1928年の第16回衆議院議員総選挙において岐阜3区から立憲民政党公認で立候補して当選した。衆議院議員を1期務め、民政党から立憲政友会に移った。1930年の第17回衆議院議員総選挙には出馬しなかった。1950年死去。